# Claudio Villa (quinto album del 1957)
Claudio Villa (1957) è il quinto album di Claudio Villa

## Il disco
Nel 1957 la Vis Radio pubblica una serie di 33 giri omonimi di Claudio Villa sfruttando l'onda del successo del cantante a Sanremo quell'anno con il brano Corde della mia chitarra.
Anche qui sono racchiusi otto brani registrati dal cantante romano precisamente tra il 1953 e il 1955 quando egli era sotto contratto con quest'etichetta, e tutti erano stati appositamente registrati per 78 o 45 giri. Quindi l'LP non contiene inediti, ma inediti su LP.
Tra i brani più famosi restano A luna chiena e Napule sotto 'e ncoppe alcuni dei brani verranno reincisi da Villa negli anni successivi.
Anche questo disco del cantante fu pubblicato in formato 25 cm (leggermente più piccolo dei normali LP).

## Tracce
LATO A
1. Ddoje stelle so cadute
2. E llampare
3. A luna chiena
4. Nnamuratella mia

LATO B
1. Curiosità
2. Napule sotto e ncoppe
3. E stelle e la luna
4. Luna chiara